# Можжевельник тибетский
Можжеве́льник тибе́тский (лат. Juniperus tibetica) — вид растений рода Можжевельник семейства Кипарисовые. Этот вид может обладать самой высокой границей леса в мире.

## Распространение
Встречается в западном Китае и Тибете. Занимает обширные площади. В естественных условиях растёт на каменистых склонах, предпочитая высоты 2700—4800 м над уровнем моря.

## Описание
Кустарники или деревья 5-15м высотой, со стволом до 2 метров в диаметре. Листья зелёно-синего цвета. Двудомный вид растения. Шишки яйцевидные 7-13 мм в диаметре, 9-16 в длину, сине-чёрные, содержат 1 семя. Созревают шишки на второй год. Можжевельник тибетский растёт медленно. Древесина дерева устойчива против гниения. В посадках весьма декоративен. Весьма активно используется местным населением в хозяйственных целях.